# Великая Губа
Вели́кая Губа́ (карел. Suurlahti, до 1957 года — Великогубский погост) — село в Медвежьегорском районе Республики Карелия Российской Федерации. Административный центр Великогубского сельского поселения. Историческое поселение.
Расположено на восточном берегу Великой губы Онежского озера.

## География

### Уличная сеть
- пер. Бережной
- ул. Болотная
- пер. Больничный
- ул. Геологов
- ул. Гористая
- ул. Дачная
- пер. Дорожный
- ул. Зелёная
- ул. Комсомольская
- ул. Лесная
- ул. Механизаторов
- ул. Набережная
- ул. Октябрьская
- ул. Онежская
- пер. Пионерский
- ул. Речников
- ул. Рябова
- пер. Строителей
- пер. Торговый
- ул. Школьная

## История
Впервые поселение упоминается в исторических документах в 1583 году.
Административный центр Великогубской волости Петрозаводского уезда Олонецкой губернии (1905).
До Октябрьской революции — один из оживлённых центров торговли Заонежья. Имелась пароходная пристань. С 1877 г. — была центром Великогубской волости.
В 1927—1930 годах — центр Великогубского района. С 7 сентября 1944 года по 11 марта 1959 года — административный центр Заонежского района Карело-Финской ССР.
В 1950-х гг. в Великой Губе проводились традиционные соревнования конников Заонежского района. Лошади, запряжённые в русские сани участвовали в беге по шоссейной дороге. Соревнования привлекали большое количество зрителей и любителей конного спорта.
В результате сокращения населения в 1957 году деревни Верховье, Репный Посад, Великогубский погост, Моглецы, Тарасы и посёлки МТС и Сенопункт были объединены под общим названием Великая Губа.

## Население
| 2002 | 2009  | 2010  | 2013  |
| ---- | ----- | ----- | ----- |
| 1370 | ↘1364 | ↘1098 | ↘1035 |

## Известные уроженцы, жители
- Темномеров, Аполлоний Михайлович (1867—1933) — протоиерей, деятель Русской православной церкви.
- Ерёмин, Алексей Григорьевич (1919—1998) — живописец, Народный художник РСФСР.

## Инфраструктура
Личное подсобное хозяйство с зоной сельскохозяйственного использования, индивидуальная застройка усадебного типа.

### Социальная инфраструктура
Великогубская средняя общеобразовательная школа, детский сад, библиотека, аптеки, почтовое отделение «Великая Губа».
В посёлке находится психоневрологический интернат.

### Инженерная инфраструктура
Село электрифицировано, есть водоснабжение.
Работает мобильная связь.

### Рыночная инфраструктура
Действует отделение «Сбербанка», есть несколько частных магазинов.

## Памятники истории и культуры
- церковь Алексия, человека Божия (1886).[13]
- В селе сохраняется памятник истории — Братская могила советских воинов, партизан и сельских активистов, погибших в годы Великой Отечественной войны[14].

## Транспорт
В 12 км восточнее села проходит автодорога, действует автобусное сообщение с Петрозаводском через Медвежьегорск.
В период навигации на Онежском озере от речного вокзала в Петрозаводске до Великой Губы через остров Кижи ходит теплоход (в пути 1 час 40 мин.).

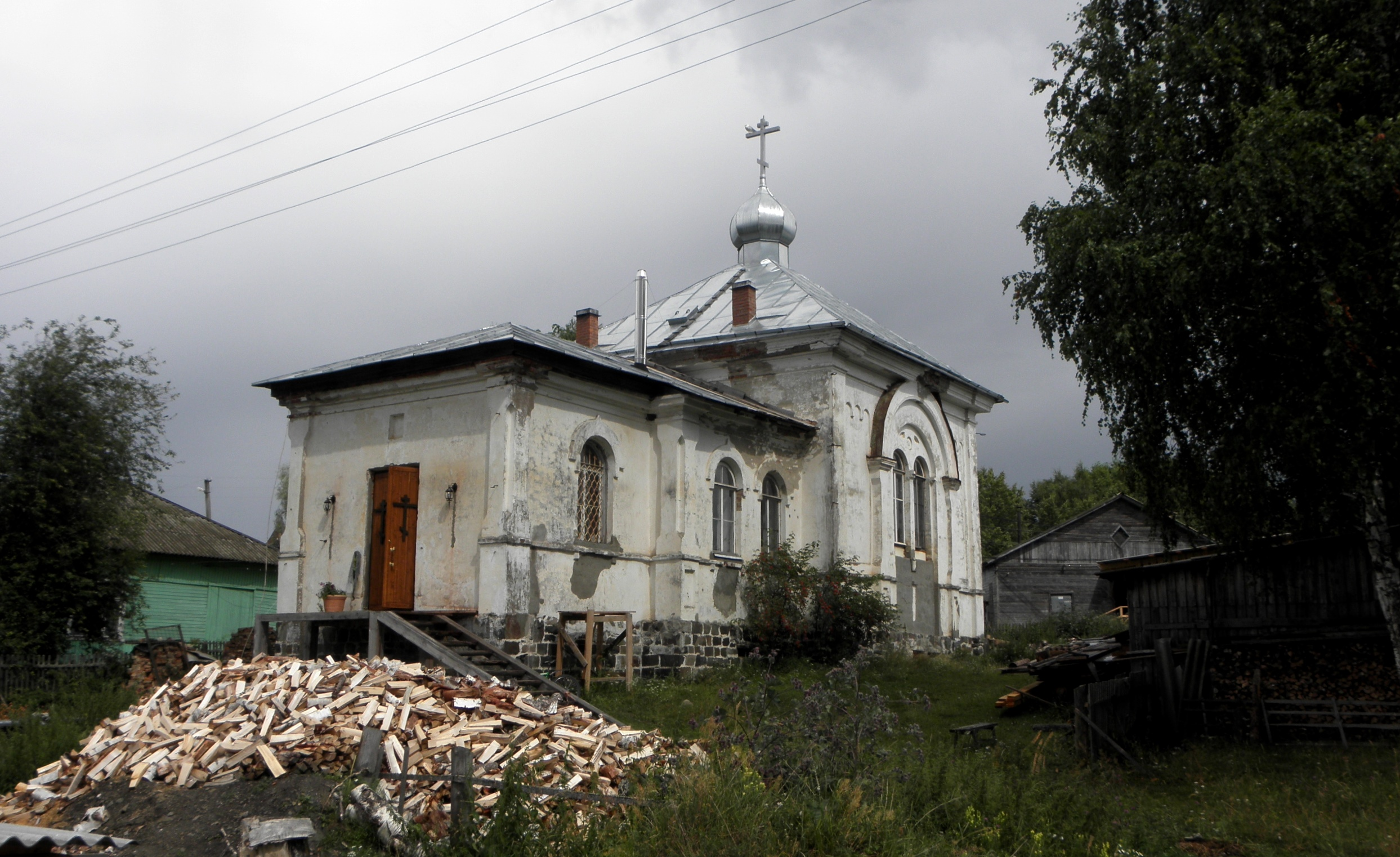
Церковь Святого Алексия, человека Божьего
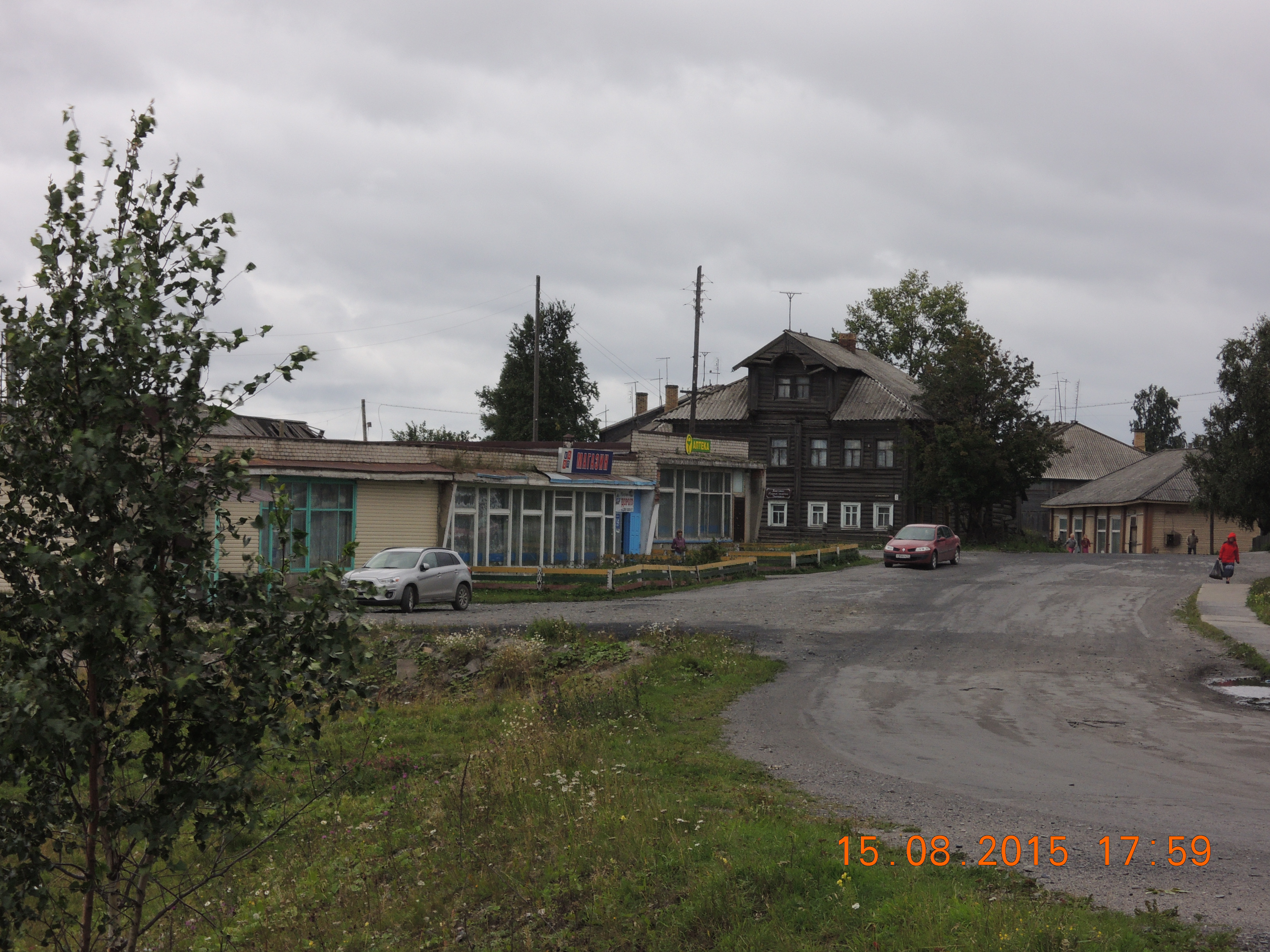
Перекресток Октябрьской и Комсомольской улиц
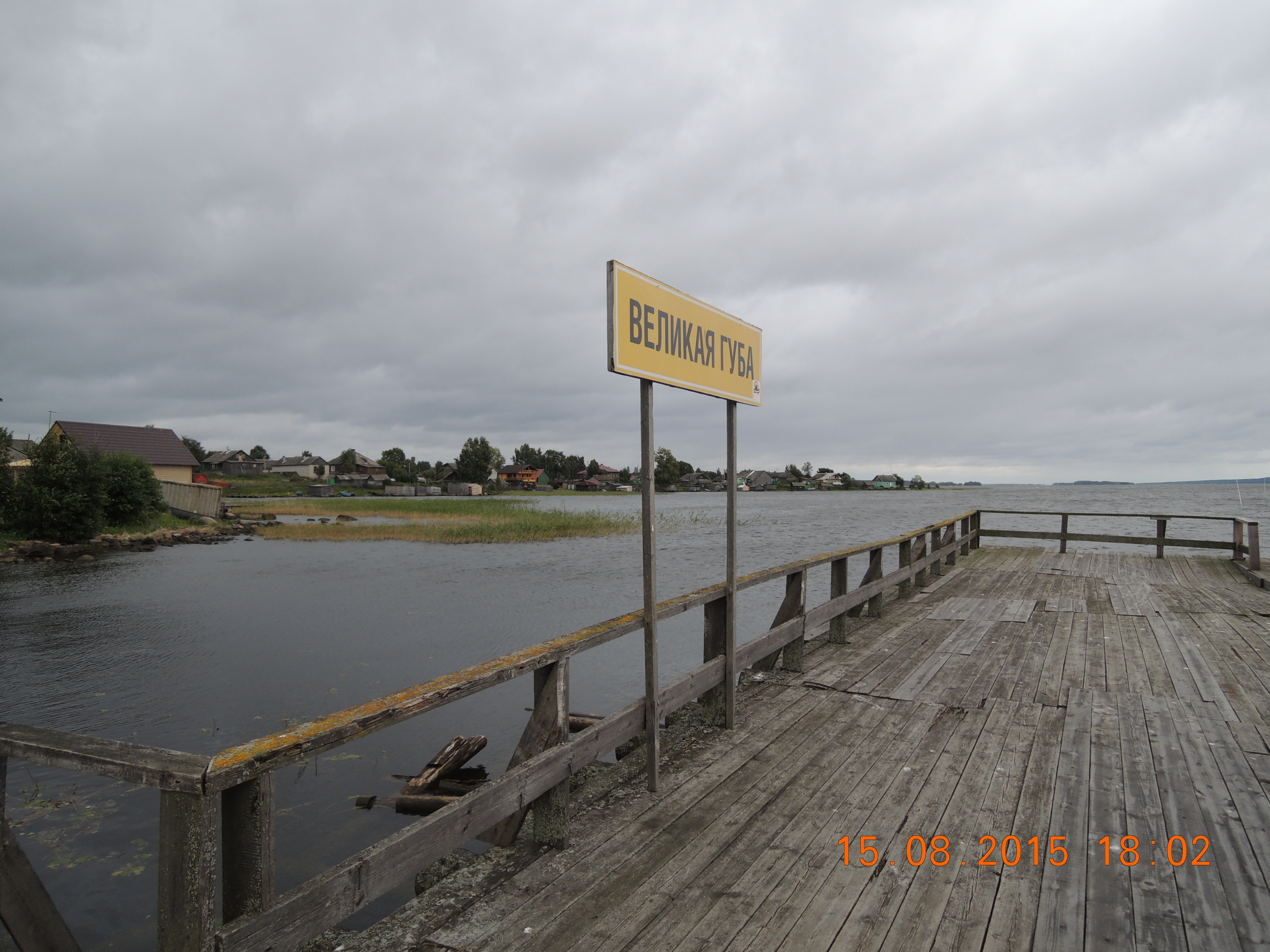
Пристань
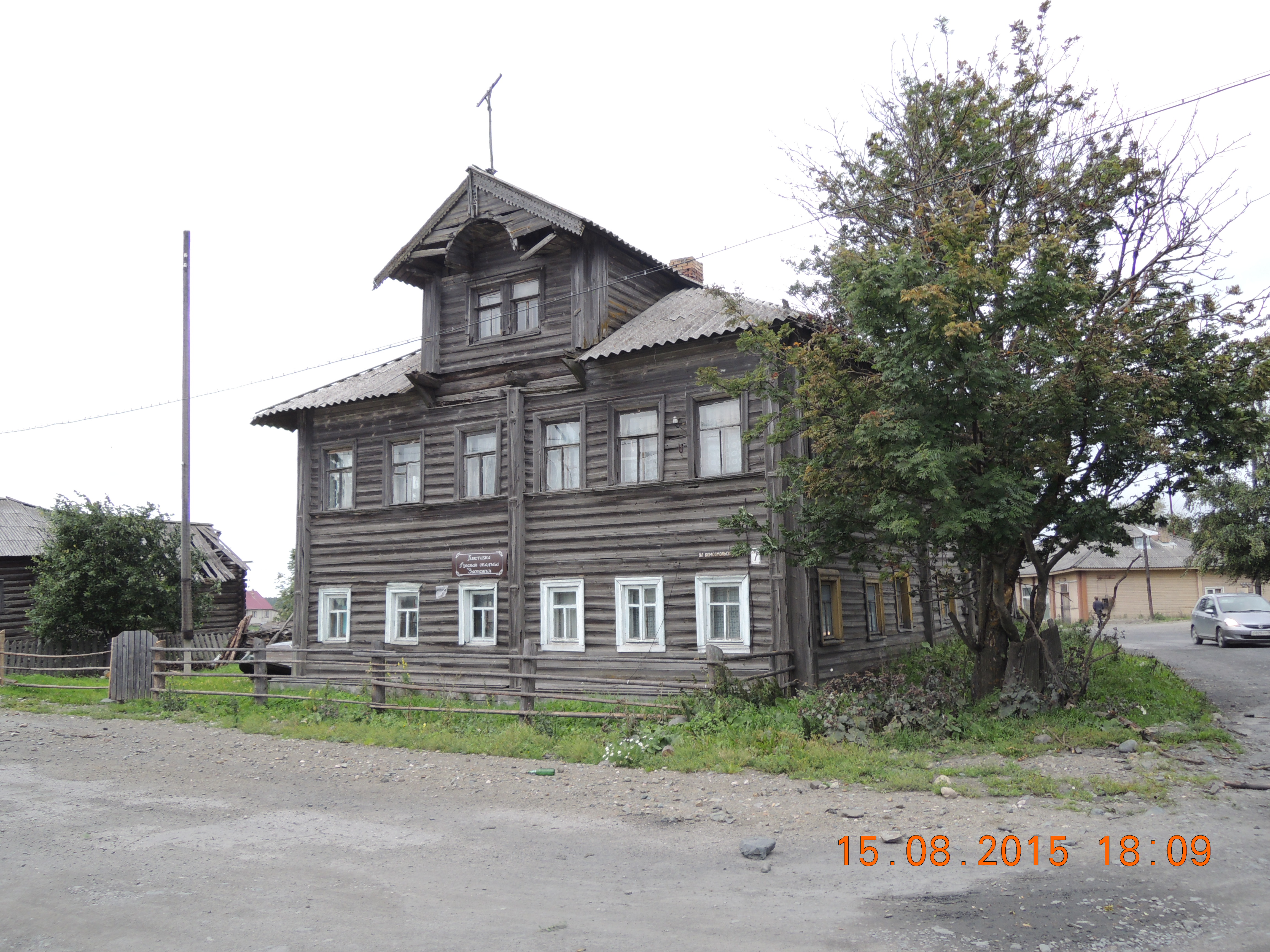
Улица Комсомольская, дом 7 (постройки 1918 года)
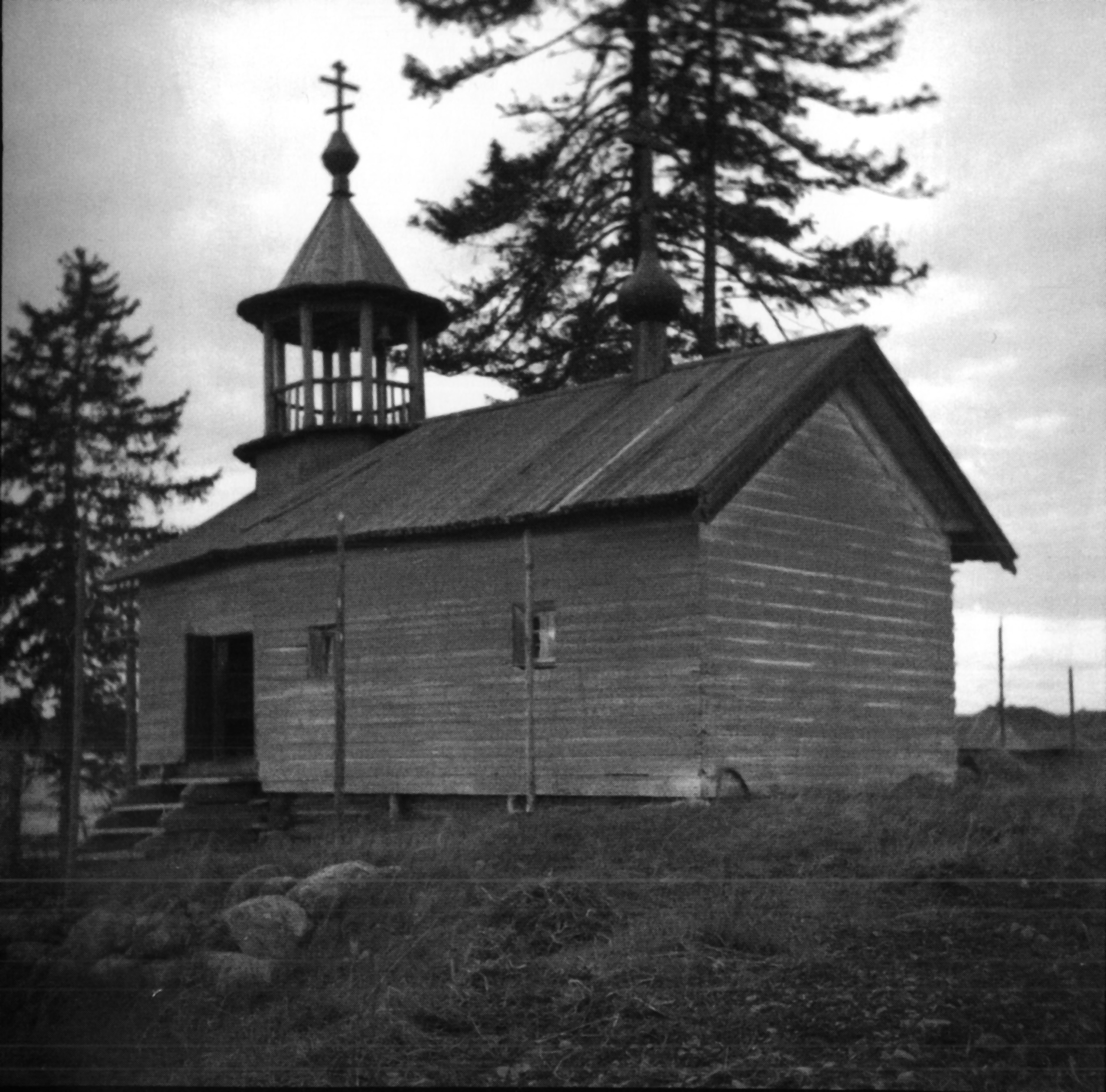
Утраченная часовня Святых Флора и Лавра в деревне Верховье в 1943 году